# Гутянська сільська рада (Ратнівський район)
| Гутянська сільська рада — колишня адміністративно-територіальна одиниця та орган місцевого самоврядування у Ратнівському районі Волинської області з адміністративним центром у с. Гута. Припинила існування 27 грудня 2016 року через об'єднання в Заболоттівську селищну територіальну громаду Волинської області. Натомість утворено Гутянський старостинський округ при Заболоттівській селищній громаді. Історична дата утворення: в 1947 році. Сільській раді були підпорядковані населені пункти: - с. Гута |

## Склад ради
Рада складалась з 16 депутатів та голови.

### Керівний склад ради
| ПІБ                  | Основні відомості                                                                     | Дата обрання | Дата звільнення |
| -------------------- | ------------------------------------------------------------------------------------- | ------------ | --------------- |
| Хомич Іван Романович | Сільський голова, 1955 року народження, освіта, член Української Народної Партії      | 26.03.2006   | 31.10.2010      |
| Хомич Іван Романович | Сільський голова, 1955 року народження, освіта вища, член Української Народної Партії | 31.10.2010   |                 |

Примітка: таблиця складена за даними джерела

## Населення
Згідно з переписом УРСР 1989 року чисельність наявного населення сільської ради становила 1569 осіб, з яких 757 чоловіків та 812 жінок.
За переписом населення України 2001 року в сільській раді мешкало 1687 осіб.

### Мова
Розподіл населення за рідною мовою за даними перепису 2001 року:
| Мова       | Відсоток |
| ---------- | -------- |
| українська | 98,29 %  |
| білоруська | 1,30 %   |
| вірменська | 0,35 %   |
| російська  | 0,06 %   |